# Телеман, Георг Филипп
Ге́орг Фи́липп Те́леман (нем. Georg Philipp Telemann; 14 (24) марта 1681, Магдебург — 25 июня 1767, Гамбург) — немецкий композитор, капельмейстер, музыкальный критик и общественный деятель. Известен также под анаграмматическим псевдонимом Меланте. Был широко известным музыкантом в Германии и за её пределами. Как композитор работал во всех современных ему жанрах музыкального искусства. Внёс значительный вклад в концертную жизнь, издательское дело и музыкальное образование Германии.

## Биография

### 1681—1701: Детство и юность
Род Телеманов происходил из образованных магдебургских семей; почти все его предки учились в университете. Род его отца, Генриха Телемана (1646-85), происходил из области Нордхаузен, недалеко от Эрфурта; дед композитора был викарием в Кохштедте, недалеко от Ашерслебена. Генрих Телеман посещал школу в Хальберштадте и Кведлинбурге, учился в университете Хельмштедта с 1664 года, и в 1668 году был назначен приходским священником в Хакеборне, прежде чем стать диаконом в церкви Св. Духа в Магдебурге в 1676 году. В 1669 году он женился на Йоханне Марии Хальтмайер (нем. Haltmeier; 1642 −1711) дочери протестантского священника из Регенсбурга, который, покинув пост диакона во Фрайштадте, недалеко от Линца, стал приходским священником недалеко от Магдебурга в 1625 году. Телеман утверждал, что он унаследовал свой музыкальный талант от матери. Профессиональными музыкантами в её семье были только племянник Марии, Фридрих Иоахим Хальтмайер (1668—1720), кантор в Вердене, и его сын Карл Иоганн Фридрих, органист в Ганновере и автор трактата о гармонии, опубликованного Телеманом в 1737 году. Кроме прадеда по отцовской линии, который одно время был кантором, никто из его семьи также прямого отношения к музыке не имел.
Из шести детей от этого брака зрелости достигли только младший сын, Георг Филипп, и рождённый в 1672 году Генрих Маттиас Телеман. Этот брат умер в 1746 году, будучи Евангелическо-лютеранским пастором в Вормштедте в г. Апольда. Отец Телемана, Генрих умер в 1685 году.
Позже Георг Филипп посещал гимназию старого города и школу городского собора, где преподавали латынь, риторику, диалектику и немецкую поэзию. Особенно хорошо юный Телеман проявил себя в латыни и греческом. О его высоком уровне грамотности свидетельствует, например, тот факт, что он писал стихи на немецком, французском и латинском языках.
В Магдебурге он принимал участие в музыкальных представлениях, которые имели для города большое значение. Осваивал различные музыкальные инструменты, которые использовал в своих произведениях. Он учился играть на скрипке, флейте, клавесине и др. Его замечательный музыкальный талант начал проявляться с десяти лет, когда он пробовал впервые сочинять под руководством одного из первых учителей — Бенедикта Кристиани, кантора местной церкви, который занимался с ним пением. Так же обучался игре на фортепиано у местного органиста в течение двух недель. Уроки были достаточно консервативными и не принесли удовлетворения, как впоследствии утверждал композитор. Педагог учил его играть не по нотам, а по табулатуре, то есть буквенно-цифровой системе обозначения звуков. Помимо двухнедельного обучения игре на фортепиано Телеман не получил никакого дальнейшего музыкального образования. Мальчик самостоятельно обучался нотной записи, игре на скрипке и цитре. Принципы композиции он усваивал, делая транскрипции партитур Кристиани и других композиторов, что вдохновляло его на собственное сочинение арий, мотетов, инструментальных пьес.
В двенадцать лет Телеман сочинил свою первую оперу «Сигизмунд» (Sigismundus) на либретто Кристиана Генриха Постеля. Однако для того, чтобы отговорить Георга Филиппа от музыкальной карьеры, его мать (вдова с 1685) и родственники по окончании городской школы забрала все его инструменты и запретила заниматься музыкой. В этот небольшой период мальчик продолжал тайно писать пьесы по ночам, а также музицировать на заимствованных инструментах в уединённых местах. Дабы окончательно оградить сына от музыки, в конце 1693-го, или начале 1694 года Мария отправляет Георга Филиппа в школу недалеко от Целлерфельда.
Вероятно, она не знала, что новый местный смотритель Телемана в гуманитарных и землемерных науках, Каспар Кальвер (богослов, историк, математик и писатель) также серьёзно занимался музыкой. Он призвал Телемана возобновить музыкальные занятия, но учёбой не пренебрегать. В продолжение четырёх лет занимался с ним теорией музыки, сыграв тем самым определённую и, очевидно, весьма плодотворную роль в артистической биографии Телемана. Почти каждую неделю Телеман сочинял произведения для хора. Кроме того, он сочинял арии и инструментальные пьесы.
В 1697 году Телеман стал школяром гимназии Андреанум в Хильдесхайме. Под руководством директора Иоанна Кристофа Лозиуса он совершенствовал своё музыкальное образование и учился здесь в основном как самоучка игре на клавикорде, органе, скрипке, гамбе, барочной флейте, гобое, свирели [уточнить], контрабасе и тромбоне.
Иоанн Кристоф Лозиус, бывший там ректором, попросил его предоставить песни для Латинской школы драмы, и, возможно, также поручил ему написать анонимные песни для сборника «Singende Geographie», в котором уроки географии Лозиуса изложены в стихотворной форме. Музыкальный талант Телемана был также признан отцом Теодором Криспеном, который в качестве директора Римско-католической церковной музыки разрешил ему исполнить немецкие кантаты в католической церкви в монастыре Св. Годхарта. Во время многочисленных визитов в Ганновер и Брауншвейг, крупных княжеских резиденциях, имевших образцовые по тому времени оперные театры и капеллы, Телеман знакомится с новейшим «театральным» стилем французской и итальянской музыки, а также итальянской вокальной музыкой (Корелли, Кальдара, Стеффани).
Он также ознакомился с характеристиками различных инструментов; в дополнение к блокфлейте, скрипке и клавишным инструментам, теперь он освоил игру на флейте, гобое, шалюмо, виоле да гамба, контрабасе и тромбоне. Работы Стеффани, Розенмюллера, Корелли и Кальдары служили ему образцом для своих духовных и инструментальных композиций. Кроме того, он писал музыку для театра. Несмотря на участие в различных музыкальных мероприятиях города, Телеман, очевидно, посвящал достаточно времени учёбе, чтобы окончить Андреанум третьим в классе из 150 выпускников.

### 1701—1704: Студенческие годы в Лейпциге
«В 1701 году Телеман закончил своё школьное образование, ненадолго вернулся в родной город, и вскоре поступил под давлением матери в Лейпцигский университет. Вероятно, выбор Лейпцига, важного тогда центра современной музыки, не был случайным». По пути в Лейпциг в Галле Телеман встретил шестнадцатилетнего Георга Фридриха Генделя. Они подружились, и этой дружбе суждено было длиться всю жизнь.
В Лейпциге один из его псалмов был исполнен в церкви Св. Фомы. Произведение так понравилось, что присутствовавший на богослужении бургомистр Франц Конрад Романус официально предложил ему готовить по 2 кантаты в месяц для этой церкви, и в дальнейшем оказывал Телеману всяческую поддержку. Этот неожиданный поворот судьбы оказался решающим; отныне Телеман окончательно решает посвятить себя музыке.
Всего через год после поступления в университет он основал для 40 студентов-музыкантов любительский оркестр Collegium musicum. В период 1729—1739 этим коллективом руководил Иоганн Себастьян Бах.
В 1702 году Телеман руководил спектаклями учреждённого в 1693 году городского общедоступного оперного театра, где также принимали участие многие члены Collegium musicum и оставался его главным композитором до закрытия в 1720 году. В спектаклях он играл партию генерал-баса и иногда пел. Вскоре он также занял должность органиста в церкви Св. Фомы, «победив» таким образом престарелого соперника Иоганна Кунау, бывшего кантора «Томаскирхе». Их вкусы резко расходились, однако Телеман признавался, что Кунау оказал большое влияние на его полифоническую технику. Возможно, из-за возникшей между ними напряженности Телеман рано оставил эту должность.
Известно, что Телеман дважды ездил из Лейпцига в Берлин. В 1704 году он стал музыкальным руководителем и органистом университетской церкви.

### 1704—1712: Зорау и Эйзенах

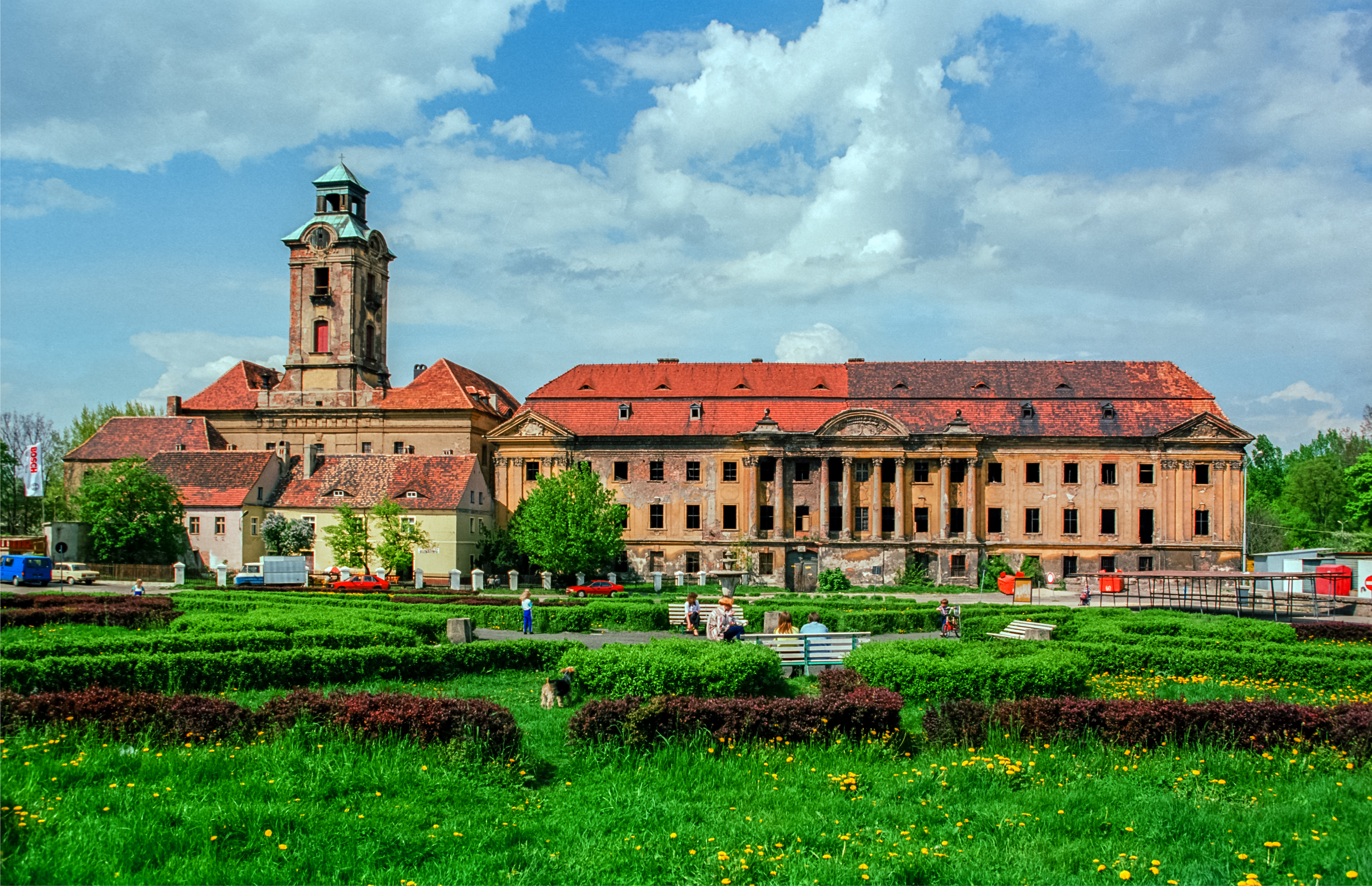
Дворец графа Промница в Зорау

Согласно автобиографии, в 1704 г. он получил предложение от графа Эрдмана фон Промница стать капельмейстером при дворе в Зорау (ныне Жары, Польша), как преемник В. К. Принца в области Нидерлаузиц (почему он привлек внимание графа, неизвестно).
В июне 1705 Телеман начал свою работу в Зорау. Граф Промнитц незадолго до этого вернулся из путешествия по Италии и Франции, став большим поклонником французской инструментальной музыки, и видел в Телемане достойного преемника Люлли и Кампра. Телеман стал писать во французском стиле.
При поездке в Краков и Плес Телеман слышал польскую и моравскую народную музыку, которая очаровала его «своей грубой красотой». В Зорау Телеман познакомился с поэтом Эрдманом Ноймайстером, который занимал должности начальника и придворного священника. В 1711 году Ноймайстер стал крестным отцом первой дочери Телемана; десять лет спустя, Телеман успешно рекомендовал его на должность главного пастора в церкви Св. Иакова в Гамбурге.
Телеман уезжал из Зорау в Берлин в июне 1705 года на похороны королевы Софии Шарлотты и в ноябре 1706 года (не в 1708, как указано в автобиографии) на свадьбу наследного принца Фридриха Вильгельма. В конце января или в начале февраля 1706 он был вынужден бежать из Зорау вследствие вторжения войск шведского короля Карла XII. Он искал убежище во Франкфурте-на-Одере, и не мог вернуться к Зорау до некоторого времени в июне.

Когда именно Телеман начал службу у князя Иоганна Вильгельма Саксен-Эйзенахского, остается неясным. 24 декабря 1708 года он был назначен капельмейстером новообразованного двора, став его секретарём и капельмейстером в августе следующего года. Виртуоз (скрипач и клавесинист) Пантелеимон Хебенштрайт начал подбирать инструменталистов для капеллы в октябре 1707, и одна из первых задач, которая стояла перед Телеманом-капельмейстером — это сделать возможным исполнение церковных кантат, привлекая певцов, которые могли бы вторить себе на скрипке. В 1740 Телеман вспоминал, что капелла была организована на французский манер и превзошла по качеству оркестр парижской оперы, которую он слышал в 1737—1738 годах. После прибытия певцов, Телеман, по его собственным словам, написал большое количество вокальной музыки: четыре или пять полных годовых циклов церковных кантат, в дополнение к двум незавершённым циклам; многочисленные мессы, псалмы и другие духовные произведения; 20 серенад на дни рождения и именины на свои тексты; и 50 немецких и итальянских кантат. Некоторая часть этой музыки, скорее всего, была направлена из Франкфурта-на-Майне после 1712. В Эйзенахе он был особенно плодовитым композитором в области инструментальной музыки. В начале своего пребывания в должности он начал писать концерты для оркестра (и исполнял двойные концерты на скрипке с Хебенштрейтом). Хотя его «уши привыкли к французской музыке», он считал, что большинство итальянских концертов неловкие по форме и мелодически и гармонически бедны. Он писал в автобиографии 1718 года, что «его концерты пахнут Францией». Телеман написал также многочисленные сонаты в 2-9 частях, наслаждаясь наибольшим успехом своих трио. 

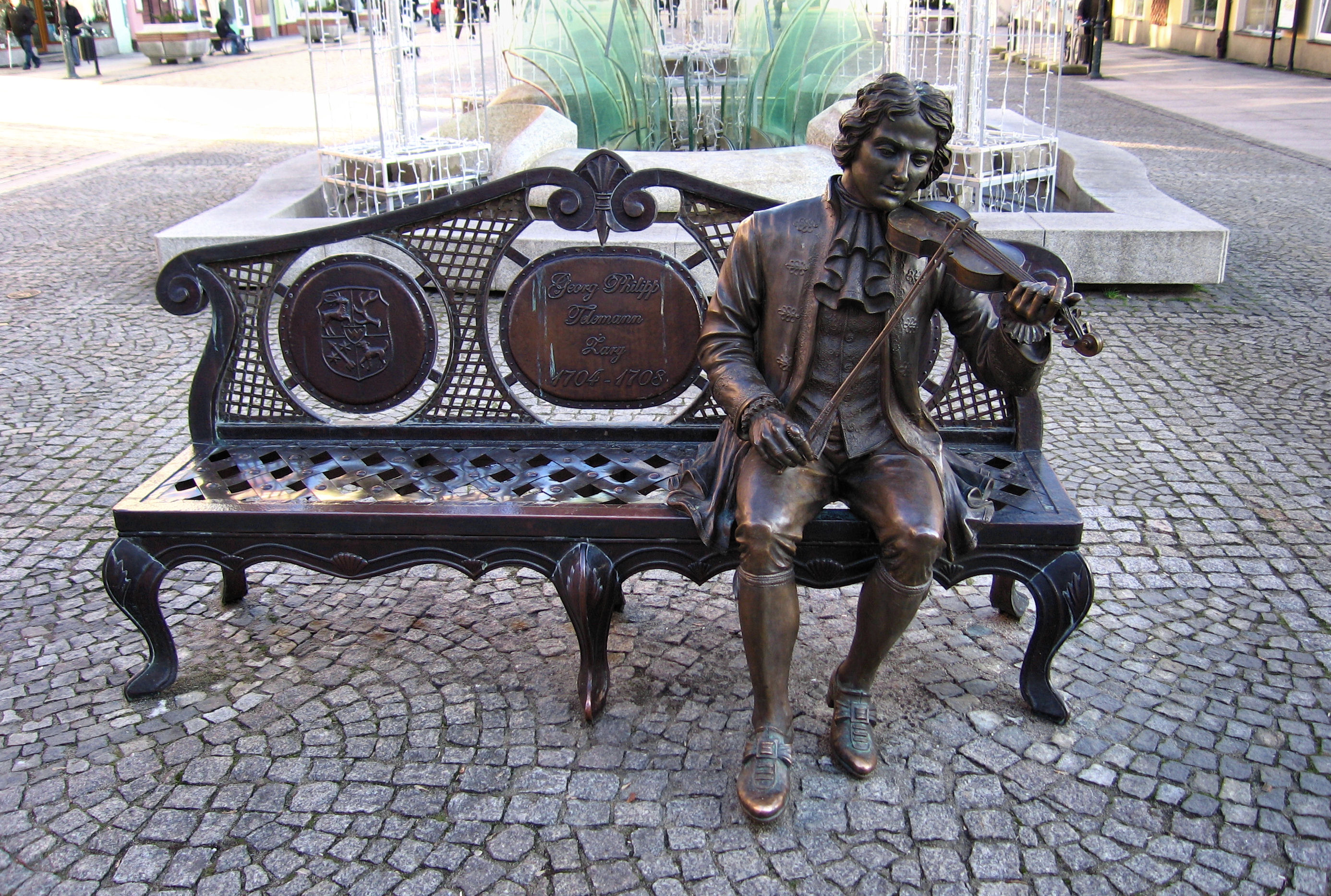
Телеман в Зорау

В Эйзенахе Телеман предположительно встретился с И. С. Бахом, двоюродный брат которого Бернард был городским органистом и придворным клавесинистом; 8 марта 1714 года Телеман стал крестным отцом Карла Филиппа Эмануэля Баха. Вскоре после того, как в 1709 году он был назван секретарём и капельмейстером двора, Телеману был предоставлен отпуск, и 13 октября он вернулся в Зорау для женитьбы на Амалии Луизе Джулиане Эберлин, фрейлине графини Промнитц и дочери композитора Даниеля Эберлина; она умерла 15 месяцев спустя, в январе 1711 года после рождения дочери.

### 1712—1721: Франкфурт-на-Майне
К концу 1711 года, по-видимому, недовольство Телемана придворной жизнью возросло. Он жаловался на большой объём работы, равнодушие придворных к музыке и легкость, с которой можно было бы попасть в немилость. Даже выгодное предложение от суда Дрездена не могло отговорить его от поисков среды, предполагавшей большую художественную свободу и профессиональную безопасность, хотя за более низкую заработную плату. По этой причине он хотел занять вновь вакантные должности городского директора музыки и капельмейстера в церкви Барфюссеркирхе во Франкфурте-на-Майне между концом декабря 1711 и концом января 1712 года. В своём письме туда он подчеркнул своё мастерское владение церковными и инструментальными стилями в теории и на практике, а также способность петь баритоном (иногда указывается, что он пел в молодости партию тенора) и играть на скрипке (его основной инструмент), клавишных, блокфлейте, шалюмо, виолончели и лютне.
9 февраля Телеман назначен музыкальным руководителем и дирижёром двух церквей (Барфюссеркирхе и Церкви Св. Катарины) во Франкфурте-на-Майне. Он прибыл туда 18 марта. Переехав из Эйзенаха во Франкфурт, он получает от своего бывшего патрона, герцога Саксен-Эйзенахского, титул «заочного» капельмейстера. В обязанности Телемана входило обеспечение и руководство музыкой для Барфюссеркирхе и Церкви Св. Катарины, написание музыки для различных торжеств, частные уроки шести- восьми школьникам по своему выбору и обеспечение контроля пения в приходской гимназии. Для выполнения первого долга, он написал несколько годовых циклов церковных кантат.
В 1713 году он возродил Collegium Musicum на базе общества «Фрауэнштейн» для того, чтобы давать еженедельные концерты; эти спектакли, позднее сокращённые до одного в две недели, знаменуют начало регулярной концертной жизни Франкфурта. По словам Рабея, Телеман являлся «секретарем, распорядителем и финансовым директором этого общества, состоявшего из местных дворян, именитых бюргеров, ученых и т. д. (нечто вроде клуба для совместных развлечений и бесед)». «Благодаря приобретенным связям Телеман смог развернуть концертную работу, используя для этого постоянное место сборов клуба — замок Браунфельс. Для регулярно происходивших в нём музыкальных собраний композитор написал значительную часть своих камерных произведений, ряд ораторий на библейские сюжеты и др».
С мая Телеман также служил администратором и казначеем «Haus Braunfels», администратором благотворительного фонда и организатором коллегии табака, в обмен на скромную зарплату и бесплатное жильё. 2 и 3 апреля исполнялись Броукс-Пассионы в публичных концертах в Барфюссеркирхе, 17 мая под открытым небом — исполнение двух кантат и серенады на праздник дня рождения эрцгерцога Леопольда Австрии. Все эти работы были выполнены с помощью придворных музыкантов ландграфа Гессен-Дармштадтского, который сам присутствовал на исполнении Пассионов.
28 августа 1714 Телеман женился на шестнадцатилетней Марии Катарине Текстор, дочери служащего Франкфуртского совета; в браке родились восемь сыновей и одна дочь, никто из них не стал музыкантом. Этот брак позволил Телеману стать гражданином Франкфурта.
В 1715 Телеман начал публиковать свои собственные композиции, издав четыре коллекции инструментальной музыки в течение ближайших трёх лет. Визит в Эйзенах в сентябре 1716, возможно, привел к должности капельмейстера «Haus Aus», то есть «заочного» (должность, которую он занимал с 11 марта 1717 года до 1730 года). Это значит, что Телеман был обязан каждые два года предоставлять годовой цикл церковных кантат, а также посылать в Эйзенах инструментальную музыку и иногда музыку для капеллы.
В 1716 году Телеман получил предложение стать капельмейстером г. Гота (возможно, на его пути в или из Эйзенаха). Переговоры продолжались в течение 1717 г., к тому же он получил предложение стать капельмейстером всех дворов по Эрнестинской линии Саксонских Герцогств от Вильгельма Эрнста Саксен-Веймарского. В конце концов, однако, он остался во Франкфурте и использовал предложение Гота, чтобы получить повышение заработной платы, которую он использовал, чтобы привлечь дополнительных церковных музыкантов. В его письме в городской совет отмечается, что из-за нехватки музыкантов ему пришлось петь и играть на различных инструментах во время богослужения.
«Телеман позже считал, что его годовой доход от всех источников во Франкфурте был 1600 флоринов — внушительная сумма для музыканта, сопоставимая с зарплатой высокопоставленного члена совета» (Цит. по: Рабей В. Георг Филипп Телеман. — М.: Музыка, 1974. — 64 с.).
В сентябре 1719 года Телеман отправился в Дрезден на бракосочетание наследного принца Фридриха Августа II и Марии Жозефы, Эрцгерцогини Австрийской. Там он услышал оперы Лотти, Иоанна Давида Хайнехена и Иоганна Кристоха Шмидта, слышал выступление знаменитого виртуоза-скрипача Франческо Мария Верачини и посвятил скрипичный концерт своему близкому другу, скрипачу и композитору, активному участнику Collegium musicum Иоганну Георгу Пизенделю.

### 1721—1767: Гамбург
10 июля 1721 Телеман получил предложение от Ганзейского города-государства Гамбурга стать кантором в гимназии Св. Иоанна и музыкальным директором пяти главных церквей города. Его музыкальное сотрудничество с Гамбургом велось в течение нескольких предыдущих лет, чем было сделано приглашение: его Брокес-Пассион была там представлена в 1718 (было повторено в 1719 и 1720); кантата «Alles redet itzt und singet» была исполнена в Гамбурге в доме поэта Бартольда Генриха Брокеса, возможно, под управлением композитора, 13 августа 1720; опера «Терпеливый Сократ» была дана в Gänsemarktoper 21 января 1721; а 7 июля 1721 Телеман написал попурри на темы из оперы «Улисс». Он приступил к выполнению своих обязанностей в качестве музыкального руководителя 17 сентября 1721.
В Гамбурге Телеман начинает наиболее продуктивную фазу своей карьеры. По словам Вл. Рабея, теперь он должен представлять по две кантаты в каждое воскресенье и новый пассион к великому посту. Музыка была необходима для обрядов посвящения и освящение церкви, а в дальнейшем он должен был сочинять для многочисленных торжеств в городе. Раз в год Телеман предоставлял «Kapitänsmusik», состоящий из священной оратории и светской серенады на праздник Гамбургской милицейской комендатуры. Как кантор Телеман отвечал за инструктаж учеников по пению, теории и истории музыки четыре дня в неделю. Такие служебные обязанности не помешали ему давать публичные концерты, многие из которых включали его духовные и приуроченные вокальные произведения. В очередной раз он возглавил Collegium Musicum: 15 ноября 1721 г. он инициировал серию еженедельных общедоступных концертов, которые проводились каждый зимний сезон с ноября или декабря до февраля или марта. «Эти концерты вначале давались в зале одной из гостиниц, затем в помещении, служившем местом учений гражданской гвардии Гамбурга, пока, наконец, в 1761 году не был открыт первый в Германии концертный зал» (Цит. по: Рабей В. Георг Филипп Телеман. — М.: Музыка, 1974. — 64 с.). Популярность этих мероприятий привела к тому, что в сезоне 1723—1724 серия была расширена (спектакли два раза в неделю), и из-за возросшей посещаемости коллегия переехала в марте 1724 с квартиры Телемана в Йоханнеуме в «Drillhaus». В апреле или мае 1722 Телеман принял директорство в «Gänsemarktoper», где он исполнял собственные оперы, а также оперы Генделя и Кайзера. Он принял руководство оперой ради денег, но снижение посещаемости в 1720-х и 30-х годах заставили его закрыть Гамбургскую оперу в 1738 году. Уже в 1732 году он писал своему другу Я. Ф. Г. фон Уффенбаху, что опера привлекала слишком мало зрителей, и что все расходы были оплачены одним или двумя патронами.
Управление оперой и Collegium Musicum встретилось с сильным неодобрением со стороны некоторых церковных чиновников, «которые жаловались в июле 1722 г. на устройство Телеманом публичных концертов за деньги, а также постановку „опер, комедий и прочих возбуждающих похоть игр и представлений“» (Цит. по: Рабей В. Георг Филипп Телеман. — М.: Музыка, 1974. — 64 с.). Их возражения не принимались городским советом, большинство членов которого регулярно посещали концерты Телемана. С самого начала своего пребывания в Гамбурге Телеман стремился дополнить свой доход, продавая напечатанные тексты своих ежегодных пассионов. В январе 1722 городской печатник жаловался совету, что это посягательство на его права. Несколько дней спустя Телеман успешно доказывал, что это его право как автора выбирать издателя его произведений. Однако в 1725 году совет отменил своё решение, позволив городскому печатнику печатать и продавать тексты за прибыль; было решено, что Телеман будет получать авторские отчисления и ряд бесплатных экземпляров. Дальнейшие споры в 1739 и 1749 годах вылились в то, что эти условия стали применяться также к отдельным вокальным произведениям, исполнявшимся в церкви. Телеман, наконец, победил в 1757 году, когда совет восстановил его исключительное право печатать и продавать свои тексты.
Вероятно, раннее трудности в Гамбурге привели Телемана в 1722 году на пост кантора церкви Св. Фомы в Лейпциге, после смерти Кунау 5 июня. Из шести претендентов, Телеман был явным фаворитом; он прибыл в Лейпциг 1 августа и был на прослушивании в церковь Св. Фомы 9 августа. 11 августа в Лейпциге городской совет единогласно проголосовал в его пользу, хотя он отказался выполнить канторскую традиционную обязанность преподавать латынь в приходской школе. Телеман ходатайствовал Гамбургскому городскому совету освободить его от обязанностей 3 сентября, предоставив в качестве причины благоприятные условий труда в Лейпциге и отсутствие хороших перспектив в Гамбурге. Не дождавшись ответа, в конце месяца он снова отправился в Лейпциг. 21 октября он косвенно просил у Гамбургского совета существенного увеличения заработной платы в качестве условия для того, чтобы остаться в городе. Это было предоставлено, и он отверг Лейпцигский пост 22 ноября.
«Из-за своего укрепленного положения в Гамбурге Телеман отказался в 1729 году стать учредителем и капельмейстером немецкой капеллы при Санкт-Петербургском императорском дворе. Работать в Россию поехал внук Телемана Георг Михаэль, многие годы состоявший музикдиректором и кантором Домского собора в Риге» (Цит. по: Рабей В. Георг Филипп Телеман. — М.: Музыка, 1974. — 64 с.).
Тем не менее, Телеман взял две вспомогательные должности. Между 1723 и 1726 он был «заочным» капельмейстером Байройтского двора, который он снабжал с инструментальными произведениями и операми по почте раз в год. С 1725 по 1730 он был корреспондентом Эйзенахского двора, в каком качестве он отвечал за снабжение новостями со всей Северной Европы. В письмах ко двору он заявил, что был знаком с большинством послов в Гамбурге и имел корреспондентов в Париже, Лондоне, Гааге, Копенгагене, Москве, Дании, Берлине, Польше, Вене и Ганновере.
С его первых лет в Гамбурге, Телеман принимал активное участие в жизни городской богатой интеллигенции. Возможно, через своего друга Брокеса, который в качестве члена городского совета поддержал его ходатайство на гамбургский пост, Телеман стал тесно связан с Патриотиш Гезельшафт, кругом гамбургской интеллигенции, объединённых для совершенствования вкусов и нравов в городе. Многие ведущие писатели Гамбурга предоставляли тексты для его вокальных сочинений, и эти контакты могли активизировать его собственные литературные амбиции. Между 1723 и 1738 восемь телемановских стихов и текстов для вокальной музыки были опубликованы в гамбургской антологии поэзии Северной Германии — «Поэзия Нижней Саксонии» С. Ф. Вайцмана (юрист, публицист и поэт). Телеман также опубликовал сонеты и стихи на смерть Кайзера, И. С. Баха, Пизенделя, музыканта-вундеркинда С. Х. Хайнекена («младенец из Любека»), в главы Гамбурга Конрада Видоу, сына Бартольда Генриха Брокеса Иоганна Бернхарда, и жены Брокеса. Два стихотворения были опубликованы в «Grosse Generalbassschule» Маттезона (далее стихи включены в автобиографию 1718), а «Поэтические мысли» Телемана на смерть его первой жены, впервые опубликованные в 1711 году, включаются в антологию в 1743 году. Увлечение Телемана литературой дополнительно иллюстрируется в его использовании во франкфуртском, гамбургском периоде, и в ранние годы итальянизированной анаграммой «Melante», которая предстает на многочисленных автографах-рукописях, рукописных копиях и печатных сборниках. Самый ранний известный случай использования анаграммы — в печатном сборнике текстов для двух потерянных свадебных кантат, исполненных во Франкфурте 24 мая 1712 г., в то время как её последнее датированное использование Телеманом — в 1733 г. во втором издании «Весёлых арий из оперы Адельхайд».
К началу 1720-х гг. второй брак Телемана, судя по всему, стал разрушаться, так как в гамбургской пьесе марионеток (1724), высмеивавшей Телемана, Брокеса и либреттиста Иоганна Кристиана Вайцманна, есть ссылка на роман Марии Катарины со шведским офицером. Вскоре после этого распространились слухи о её больших карточных долгах, которые в итоге составили значительную сумму 4400 «имперских талеров» (что сильно превышало годовой доход Телемана). В погашении этих долгов Телеману помогали друзья в Гамбурге. Брак, по-видимому, распался в 1736 году, когда Телеман сообщил своему деловому партнёру Й. Р. Холландеру, что Мария Катарина покинула свой дом. Возможно, она отправилась напрямую во франкфуртский монастырь, где умерла в 1775 году.
В 1725 г. Телеман приступили к реализации амбициозной программы публикации собственной музыки. В течение следующих 15 лет он издал 43 публикации (не считая переизданий), все, кроме одной, под собственным лейблом. Телеман сам гравировал пластины — биография 1744 г. сообщает, что он может завершить девять или десять в день — и взяла на себя ответственность рекламы и вымогательство продвижения подписки. До 1728 год включительно он имел своих агентов в Берлине, Лейпциге, Йене, Нюрнберге, Франкфурте, Амстердаме и Лондоне; в последующие годы он расширил свою сеть распространения через книготорговлю и друзей.
В конце сентября или начале октября 1737 Телеман воспользовался давним предложением от нескольких парижских музыкантов посетить их город, где оставался до конца мая 1738. Визит был без сомнения отчасти мотивирован желанием не допустить несанкционированного печатания изданий его музыки, которое уже появилось под отпечатками Буавен и Ле Клерка. По приезде в Париж он приобрел свою собственную 20-летнюю специальную королевскую издательскую привилегию, с которой он напечатал сборник канонических дуэтов и новые струнные квартеты. Поздние работы, которые завоевали ему славу при дворе и в городе, заслужили восторженное одобрение Мишеля Блаве, Жана-Пьера Гиньона, Антуана Форкре. Телеман сообщил, что его постановка Псалом LXXII (73), Deus judicium tuum, проводилась дважды в течение трёх дней в Concert Spirituel почти 100 музыкантами. Помимо этой поездки, он, кажется, провел всю свою жизнь в немецкоязычных землях (нет никаких доказательств в поддержку утверждения К. Ф. Д. Шубарта, сделанные в 1780-х годах, что Телеман посетил Италию).
В 1739 г. Телеман стал шестым членом совета Correspondirende Societät der Musikalischen Wissenschaften, основанного Лоренцом Мицлером. Хотя его двойственное отношение к Мицлеру и обществу в конечном итоге стало причиной его выхода из членства, он внес свой вклад в «Новые музыкальные системы» в 1742 или 1743 г. (опубликовано Мицлером в 1752 г.), написал кантату «Weint, weint, betrübte Augen» в 1754 году. 14 октября 1740 он предложил для продажи гравированные пластины для 44 его публикаций. Биография 1744 г. утверждает, что этот шаг был мотивирован желанием Телемана посвятить оставшиеся годы написанию теоретических трактатов. Действительно, он, по-видимому, задумал выход на пенсию: хотя продолжал выполнять свои должностные обязанности в Гамбурге, его музыкальная продукция резко упала между 1740 и 1755 гг.. Сравнительно мало церковной музыки породит этот период помимо двух годовых циклов кантат, опубликованных в 1744 и 1748—1749 гг., и несколько инструментальных произведений, написанных после Парижской поездки. Телеман взялся за популярное в Гамбурге занятие садоводством, запрашивая и получая редкие растения от различных друзей, включая Генделя и Пизенделя. Но он также всегда старался быть в курсе последних музыкальных новинок. На протяжении 1740-х и 50-х годов он обменивался письмами и композициями с подрастающим поколением композиторов, работающих в Берлине, в том числе К. Ф. Э. Бахом, Иоганном Иоахимом Кванцем, Францем Бендой, Карлом Генрихом Грауном и Иоганном Фридрихом Агриколой. После смерти в 1755 году его старшего сына, Андреаса, Телеман взял ответственность за воспитание своего внука, Георга Михаэля (1748—1831); в более поздние годы Георг Михаэль был воспитанником Телемана и замещал его во время церковных служб. В 1755 году также знаменует собой важный поворотный момент в карьере Телемана. В возрасте 74 лет вдохновлённый новым поколением немецких поэтов, которое включало Карла Вильгельма Рамлера, Клопштока, Фридриха Готлиба, Ж. А. Крамера, Юстуса Фридриха Вильгельма Захарию и Й. Й. Д. Зиммермана, он обратился с удвоенной энергией к сочинению священной оратории.
Телеман был, по-видимому, в добром здравии на протяжении большей части своей жизни. В мае 1730, тем не менее, Андреас сообщил в Эйзенах, что его отец был поражен «тяжелым пароксизмом». Это, наверное, та самая болезнь, о которой Телеман упоминал, что едва выжил, в дарственном предисловии к своим «Двум духовным кантатам» от 19 декабря 1730 года. Он прошёл три курса лечения на минеральных водах в Пирмонт до 1734 (в 1731 году он выступил там с хоровой капеллой из города Арользен), и сделал дальнейшие визиты в 1736, 1742 и 1751 годах. Когда наступило 80-летие, Телеман начал жаловаться на физические недомогания: слабость в ногах, сложно гулять и стоять, и, как сообщил он с характерным для него хорошим чувством юмора в стихотворении, написанном на автографе партитуры 1762 г. «Страсти по Матфею», его зрение ухудшается. Как видно из этой рукописи, он уже не мог долго писать, так как его нетвердая рука часто сменяется рукой кого-то из переписчиков. Хотя относительно немногие композиции были завершены после 1762 г., Телеман остался сметливым — У. Дж. Хертель напомнил, что в ходе визита в 1765 г. пожилой композитор ввязал его в интенсивную дискуссию о музыкальной теории и новейших музыкальные стилях — и по-прежнему был способен сочинять выдающуюся музыку, такую как кантата «Ино» (1765). Телеман умер в своей квартире от «грудного недуга» вечером 25 июня 1767 года. Он был похоронен 29 июня на несохранившемся кладбище монастыря Св. Иоанна (Johannisfriedhof), где в настоящее время разбита Ратушная площадь. Перед ратушей в память о композиторе установлена мемориальная плита.
Поэтические некрологи и панегирики были опубликованы в нескольких Гамбургских газетах и журналах, но гамбургская газета Staats- und Gelehrte Zeitung des Hamburgischen unpartheyischen Correspondenten заявила просто, что «его имя — его хвала».

## Творчество

### Влияние и репутация
Телеман не ограничивал свою музыкальную деятельность служебными обязанностями. В своих публичных концертах он давал меломанам возможность услышать музыку разных жанров. Он был идеальным воплощением композитора-мастера своего дела, что соответствовало духу эпохи.
К тому же, он был талантливым предпринимателем. С большим трудом он добился права печатать и продавать священные вокальные тексты: это важный прецедент в отношении к музыке как к интеллектуальной собственности её создателя. Основав первое немецкое музыкальное издание, «Der getreue Musik-Meister», Телеман предоставлял читателям вокальные и инструментальные произведения, подходящие для домашнего музицирования. Большая часть музыки была его собственной, но он также включал произведения И. С. Баха, Я. Д. Зеленки, Пизенделя, Вайса и других ведущих музыкантов. Телеман, как правило, избегал крайностей в плане исполнительской техники, с тем, чтобы поощрять как можно более широкое распространение своей музыки. Возможно, побочным продуктом его усилий по обогащению немецкой музыкальной жизни было принятие немецких обозначений темпа, динамических оттенков и оттенков выразительности в вокальных произведениях с 1733 года.
Критики XVIII века были практически единодушны, считая Телемана одним из лучших композиторов своего времени. Он был вполне сопоставим как с композиторами своего собственного поколения (такими как Ж. — Ф. Рамо, И. С. Бах, Г. Ф. Гендель, с двумя последними он к тому же состоял в дружеских отношениях), так и с представителями последующего поколения (например, С. Х. Хассе, Граун). Ведущие немецкие теоретики, такие как И. Маттесон, Шейб, Кванц, Марпург часто брали его работы как образцы композиционных моделей, и Марпург посвятил ему первый том «Abhandlung von der Fuge» («Трактат о фуге», 1753). Два опубликованных подписных листа демонстрируют, что музыкой Телемана восхищались не только в немецко-говорящих землях, но также в Голландии, Швейцарии, Бельгии, Франции, Италии, Англии, Испании, Норвегии, Дании и балтийских землях. Для «Застольной музыки» (1733) 52 из 206 подписок пришли из-за рубежа, из них 33 — из Франции. Гендель послал заказ из Лондона, и в нескольких последующих композициях он заимствовал и переработал многие темы из сборника. «Nouveaux quatuors» («Новые квартеты», Париж, 1738) привлекли 294 заказа (а не 237, как обычно указывают), в том числе один И. С. Баха и не менее 155 из Франции.
Как композитор он обладал необычайной стилистической гибкостью. Он свободно владел техникой полифонического письма, но в стремлении к большей доступности пришёл к новому для того времени гомофонному письму. В 1710-х и 20-х годах Телеман сыграл ведущую роль в создании так называемого немецкого смешанного стиля, соединяя немецкий контрапунктический стиль с польским, французским и итальянским (то есть «галантным», проявившемся в начале 1730-х годов; однако его творчество нельзя отнести к ранней классической эпохе). Наибольшее значение приобрела его инструментальная музыка, которая завоевала популярность благодаря тесной связи с бытовой мелодикой, танцем, а также программности и изобразительности. Композитор стремился к тому, чтобы его музыка была доступной, считал своей обязанностью не только развлекать, но и воспитывать. Написал «Упражнения в пении, игре и генерал-басе» (1734), где даны не только элементы музыки и гармонии, но и правила морали.
Свободно владея техникой полифонического письма, создавал произведения во всех современных ему музыкальных жанрах.
Телеман был самым плодовитым композитором своего времени: его творческое наследие включает более 3000 произведений. Первая точная оценка числа его работ была предпринята музыковедами только в 1980-е и 1990-е годы, когда были изданы обширные тематические каталоги. Сегодня каждому произведению Телемана обычно присваивается число TWV, что означает Telemann-Werke-Verzeichnis (Каталог произведений Телемана).

### Изучение творчества
Основными источниками информации о жизни Телемана являются три его автобиографии, написанные в 1730-х годах. Первая, от 10 сентября 1718, опубликована в «Grosse Generalbassschule» Маттезона (в 1731). Вторая, в форме короткого письма от 20 декабря 1729 И. Г. Вальтеру, была использована писателем при написании статьи о композиторе для музыкального словаря «Musikalisches Lexikon oder musikalische Bibliothek» (1732). Третья, наиболее полная, написана около 1740 года и опубликована в «Grundlage einer Ehrenpforte» И. Маттезона (1740). Эта биография опубликована на немецком и французском языках в 1744, но содержит дополнительные данные, возможно, предусмотренные самим Телеманом.
«При жизни слава Телемана не уступала славе Генделя; его ставили гораздо выше Иоганна Себастьяна Баха, который тогда был известен главным образом как органист» (Цит. по: Рабей В. Георг Филипп Телеман. — М.: Музыка, 1974. — 64 с.).И. С. Бах и Гендель покупали и изучали его опубликованные работы
"Телеману не приходилось с трудом добиваться выгодных заказов и приглашений на должности; города и княжеские дворы наперебой оспаривали его друг у друга. Он был знаменит не только у себя на родине, но и во всей Европе, от Франции и Испании до России и скандинавских стран. Поэты слагали стихи в его честь. Авторитетнейший музыкальный теоретик первой половины XVIII века Иоганн Маттесон, чье «колючее перо» отнюдь не отличалось мягкосердечностью в оценке собратьев по искусству, писал о Телемане в тоне торжественной оды:
Корелли хвалят все; Люлли - у славы в храме;

Один лишь Телеман взнесен над похвалами.
В XIX веке интерес к его музыкальному наследию резко снизился. Во многих историко-критических трудах о Бахе Телеману припечатано клеймо «эпигона» и «ремесленника». Такие взгляды сформировались под влиянием критика конца XVIII века Кристофа Даниэля Эбелинга, который на самом деле хвалил музыку Телемана, но считал, что его необычайная даже для того времени композиторская продуктивность служит подтверждением незначительности самой «продукции». В то же время предпочтение, оказываемое ему современниками перед Бахом, стало расцениваться как плод недомыслия.
И только во второй половине XX века интерес к его творчеству возродился, с тем, чтобы объективно оценить сделанное им и попытаться правильно определить его место в ряду мастеров доклассического периода западноевропейской музыки.
В число композиторов, на чьё творчество повлиял Телеман, включают воспитанников И. С. Баха в Лейпциге, таких как Вильгельм Фридеман Бах, Карл Филипп Эммануил Бах и Иоганн Фридрих Агрикола, а также тех композиторов, которые выступали под его руководством в Лейпциге (Кристоф Граупнер, Иоганн Давид Хайнекен, Иоганн Георг Пизендель), композиторов Берлинской песенной школы, и, наконец, его многочисленных учеников, ни один из которых, однако, не стал крупным композитором.
В. Рабей пишет: «Одним из первых о Телемане заговорил Ромен Роллан, посвятивший ему пятую новеллу цикла „Музыкальное путешествие в страну прошлого“ под характерным заголовком „Автобиография одной забытой знаменитости“. Очерк Роллана, содержащий подробную биографию композитора и характеристику его творчества, долгое время оставался единственной специальной работой о Телемане, переведенной на русский язык» (Цит. по: Рабей В. Георг Филипп Телеман. — М.: Музыка, 1974. — 64 с.). Роллан говорит о Телемане как об одном из представителей выдающихся композиторов XVIII века и предшественнике венских классиков.
В 1974 году вышел биографический очерк В. Рабея (Рабей Вл. Георг Филипп Телеман. — М.,1974). В. Рабей ставит Телемана наравне с Перголези, Скарлатти, Рамо, Ф. Э. Бахом, Боккерини, Стамицем. По его мнению, «подобно Генделю и Глюку, Телеман представляет собой новый для своего времени тип художника, не только создающего ценности, но и активно борющегося за осуществление своих творческих замыслов и устремлений» (Цит. по: Рабей В. Георг Филипп Телеман. — М.: Музыка, 1974. — 64 с.).
В 1961 году в Магдебурге было основано Общество Г. Ф. Телемана («Arbeitskreis G. Ph. Telemanns»), занимающееся пропагандой его творчества и изданием его сочинений.
Среди сочинений Телемана более 40 опер в различных жанрах (в том числе комических), 44 пассиона, 33 цикла «Гамбургской капитанской музыки» («Hamburgische Kapitänsmusik»), ок. 23 циклов (годовых) духовных кантат, приветственные, праздничные, свадебные и похоронные кантаты, оратории, более 700 песен, 3 цикла «Застольной музыки» («Musique de Table», «Tafelmusik»; в каждом — сюита, квартет, трио-соната, сольная соната и заключение), ок. 600 орк. сюит (увертюр, сохранилось 126, среди них программные — «Дон Кихот» и др.), ок. 170 концертов с солирующими инструментами, ряд concerti grossi, квартетов и др. ансамблей, 36 фантазий для клавира, множество фуг для клавира и органа (в том числе «Лёгкие фуги» для клавира, 1738-39), менуэты, марши; 12 фантазий для скрипки без сопровождения и др. Автором текстов многих опер и кантат Телемана был он сам.

### Идентификация сочинений Телемана

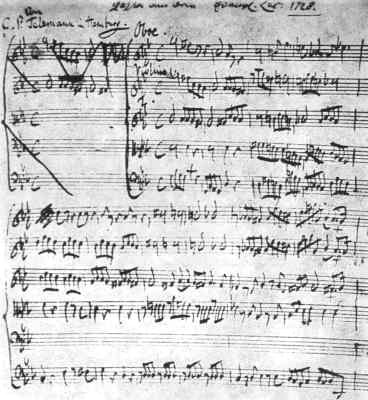
Рукопись «Страстей по евангелисту Луке»

В связи с тем, что Телеман — автор большого количества музыкальных сочинений для разных вокальных и инструментальных составов (при этом со схожими или одинаковыми заголовками), инструментальную музыку Телемана принято идентифицировать по каталогу Мартина Рунке «Telemann-Werke-Verzeichnis» (сокращённо TWV). Для вокальных сочинений Телемана используется каталог Вернера Менке «Telemann-Vokalwerke-Verzeichnis» (TVWV).
В каталогах применён своеобразный «музыковедческий» принцип систематизации: выделено 55 жанров («жанровых типов») музыки Телемана, которым присвоены номера от 1 до 55. Внутри каждого инструментального жанра произведения отсортированы по тональностям; в случае если в данном жанре и в данной тональности встречались множественные инстанции, Рунке присваивал им (произвольные) порядковые номера. Например, TWV 51 соответствует жанровой категории «концерт для сольного инструмента с оркестром». В подкатегорию TWV 51:D (тональность ре мажор, D-dur) попали 10 концертов для разных (sic!) солирующих инструментов — флейты (4), гобоя (2), скрипки (2), трубы (1) и валторны (1) с оркестром. Таким образом, концерты для разных инструментов с оркестром в тональности D-dur получили идентификационные номера TWV 51:D1, TWV 51:D2… TWV 51:D10. В некоторых категориях (например, TWV 40 «Камерная музыка без basso continuo»), однако, используется сквозная нумерация, без учёта тональностей. Например, TWV40:129 Соната для двух флейт E-Dur, TWV 40:130 Дуэт для двух флейт B-Dur, TWV40:200 Струнный квартет A-dur, TWV 40:201 Концерт для четырёх скрипок (без цифрованного баса) G-Dur. Непоследовательность систематизации Рунке (например, некоторые концерты попали не в категорию «концертов», а в категорию сочинений без basso continuo) затрудняет и без того сложную идентификацию музыкального наследия Телемана.

## Сочинения (выборка)
- Духовная вокальная музыка: около 1700 церковных кантат; 27 пассионов; 6 ораторий, в том числе «Судный день» («Der Tag des Gerichts», 1762); 17 месс; 2 магнификата; около 30 псалмов; 16 мотетов; духовные песни, дуэты, каноны.
- Светская вокальная музыка: 9 опер, в том числе «Терпеливый Сократ» («Der geduldige Socrates», 1721); комическое интермеццо «Пимпиноне» («Pimpinone», 1725); интермедии к операм др. композиторов; серенады и кантаты, в том числе 50 сольных кантат; популярны «Школьный учитель»[15] (TWV 20:57) и «Траурная музыка для искусной канарейки» (часто сокращённо: «Канареечная кантата», TWV 20:37)[16]; свыше 100 песен.
- Оркестровые сочинения: около 120 сюит (у автора «увертюры»); 4 симфонии; 2 дивертисмента; 47 концертов для инструментов с оркестром; около 50 прочих сочинений, обозначенных как «концерты». Популярны оркестровые сюиты G-dur (в 6 частях, с подзаголовком «Народы старинные и современные» [Les Nations anciens et modernes]; TWV 55:G4) и B-dur (в 9 частях, без программного подзаголовка[17], TWV 55:B5), отдельные части которых содержат «этнические» названия «Португальцы», «Москвичи», «Турки», а также увертюра «Альстер» (TWV 55:F11).
- Камерно-инструментальная музыка: 36 сольных фантазий; дуэты; около 100 сонат для скрипки и для флейты с цифрованным басом; свыше 100 трио-сонат; свыше 50 квартетов и квинтетов; пьесы для лютни. Самый известный тематический сборник оркестровых и камерно-инструментальных сочинений Телемана — «Застольная музыка» (Tafelmusik, 1733), три тома которой содержат увертюры, квартеты, концерты, сонаты и трио.
- Для клавира: фуги, хоралы, хоральные прелюдии, сюиты, фантазии, менуэты.

## Музыкально-теоретические и дидактические работы
- Singen ist das Fundament zur Music in allen Dingen. Eine Dokumentensammlung. Hamburg, 1704—1767. Leipzig: Verlag Philipp Reclam, 1985.